# Artur Ionița
Artur Ionița (ur. 17 sierpnia 1990 w Kiszyniowie) – mołdawski piłkarz występujący na pozycji pomocnika we włoskim klubie Benevento Calcio oraz w reprezentacji Mołdawii. Zawodnik posiada także rumuński paszport.

## Kariera klubowa
Ionița jest wychowankiem Zimbru Kiszyniów. W lidze mołdawskiej debiutował w 2007 roku. W sezonie 2008/2009 reprezentował barwy innego klubu z tego kraju Iscra-Stali Rybnica. Po tym sezonie wyjechał z kraju aby zostać zawodnikiem FC Aarau. W sezonie 2013/2014 awansował wraz z zespołem do Swiss Super League, jednak spadli zaledwie po jednym sezonie. Po spadku Ionița odszedł z klubu i dołączył do Hellas Werona. Tym samym został pierwszym Mołdawianinem w historii Serie A.
21 września 2014 roku zdobył swoją pierwszą bramkę na włoskich boiskach. 14 grudnia tego samego roku został wybrany piłkarzem roku przez mołdawską federację piłki nożnej. Kolejny sezon - 2015/2016 zakończył się spadkiem Hellasu do Serie B, a Ioniță wystąpił w 31 spotkaniach. Latem 2016 roku został piłkarzem beniaminka Serie A Cagliari Calcio. Tuż po debiucie w nowym klubie, w trakcie meczu z Bologna FC doznał złamania kości strzałkowej. Na boisko wrócił dopiero w lutym 2017 roku. 2 kwietnia zdobył swoją pierwszą bramkę w barwach Cagliari.
20 sierpnia 2020 roku został nowym piłkarzem Benevento Calcio.

## Kariera reprezentacyjna
W kadrze zadebiutował 28 marca 2009 roku w meczu eliminacji do Mistrzostw Świata 2010 przeciwko Szwajcarii.  Dopiero później 1 września zadebiutował w kadrze do lata 21 w której od razu został kapitanem. Na pierwszą bramkę w seniorskiej kadrze musiał czekać do 15 października 2013 roku, kiedy to pokonał bramkarza reprezentacji Czarnogóry w wygranym 5:2 spotkaniu eliminacji do Mistrzostw Świata 2014.